# Кретчмер, Василий Флавианович
Василий Флавианович Кретчмер (1 (13) февраля 1866, Киев — 27 декабря 1937, Московская область) — капитан Императорской армии, полковник Белого движения, начальник конвоя 5-й казачьей дивизии во время Гражданской войны (1919), кавалер ордена Св. Анны 2-й степени, расстрелян на Бутовском полигоне.

## Биография
Василий Кретчмер родился (1 (13) февраля 1866 года в Киеве в дворянской семье. Василий окончил Третье Александровское военное училище. В 1899 году он получил чин штабс-капитана, а через год, в 1900 — был произведён капитаны Русской императорской армии (по состоянию на январь 1910 продолжал состоять в капитанском звании). После Февральской и Октябрьской революций, на 1918 год, Василий Флавианович имел погоны полковника (со старшинством с середины июня 1916).

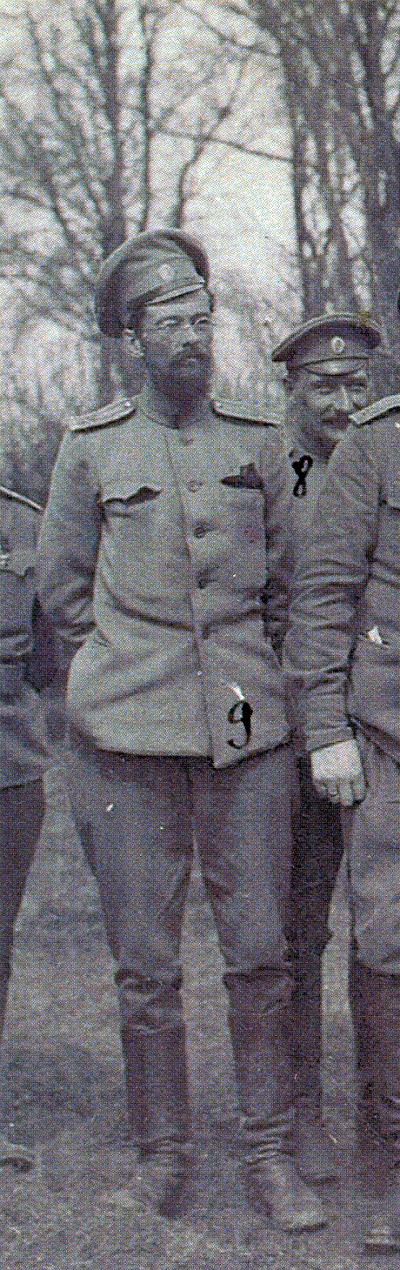
Кретчмер В. Ф. на фронте в 1915 году

Осенью 1891 года Василий Кретчмер проходил действительную службу в роте почётного караула в императорской резиденции в Ливадии. С 1892 года он служил в Финляндском 4-м стрелковом полку, дислоцированном в Выборге. С 1902 года Кретчмер числился в списках Финляндского 8-го стрелкового полка, относящегося ко Финляндской 2-й стрелковой бригаде — по данным января 1910, был там же. С 1904 года он занимал пост командира батальона.
Василий Флавианович принимал участие в Первой мировой войне: сначала, в 1914—1914 годах, на Северо-Западном фронте, а затем, с 1916 по 1918 год — на Юго-Западном. Участвовал во фронтовой наступательной операция 1916 года, получившей название «Брусиловский прорыв». В апреле 1918 года полк, в котором служил Кретчмер, был расформирован — а сам он оказался в отставке.
В период Гражданской войны, с середины августа 1918 года, Василий Кретчмер являлся представителем Первого отделения военно-полевого суда при штабе Оренбургского казачьего войска. Затем он получил назначение представителем всего военно-полевого суда при штабе Оренбургского военного округа. В начале октября Кретчмер вновь был переведён: теперь он стал членом суда при штабе Оренбургского войска. В середине февраля 1919 года Василий Флавианович получил назначение начальником конвоя 5-й Оренбургской казачьей дивизии Оренбургской отдельной армии.
В советское время Кретчмер неоднократно арестовывался. Первый арест произошёл в 1920 году в Сибири (по одним данным — в Красноярске, по другим — в Иркутске): в результате, Василий Флавианович год провёл в заключении. Следующий арест был произведён ОГПУ СССР в 1933 году, когда Кретчмер проживал в Москве. В последний раз он был арестован в период Большого террора, в 1937 году: на допросе сказал, что боролся с большевиками сознательно, осознавал все последствия своих деяний и ни о чем не сожалеет. 29 ноября «беспартийный пенсионер» Кретчмер был приговорён «тройкой» при управлении НКВД по Московской области к высшей мере наказания — по обвинению в контрреволюционной агитации. 27 декабря он был расстрелян на Бутовском полигоне; реабилитирован в феврале 1961 года.

## Награды
- Орден Святой Анны 2 степени
- Орден Святого Станислава 2 степени[1]